# Tracy Singian
Tracy Almeda-Singian (New York, 6 oktober 1979) is een tennisspeelster uit de Verenigde Staten. Zij is van Filipijnse afkomst.
In 1997 won zij haar enige ITF-toernooi in Bossonnens.
In 1999 kwalificeerde zij zich voor de US Open, in 2000 kreeg ze een wildcard.